# Velká pardubická 2014
Velká pardubická 2014 byl 124. ročník tohoto překážkového závodu. Uskutečnil se v neděli 12. října toho roku. Dotace byla 5 milionů korun. Potřetí v řadě vyhrála v čase 9:08,25 hnědka Orphee des Blins s žokejem Janem Faltejskem, pro nějž to bylo rovněž třetí vítězství v řadě.
Největší favoritkou byla mezi 22 koni dvojnásobná obhájkyně, Orphee des Blins. Ta rovněž vyhrála v těsném souboji o půl délky před Al Jazem (ž. Sovka), třetí se ztrátou 13 délek doběhl Klaus s žokejem Myškou. Osminásobný šampion Velké Pardubické Josef Váňa s trojnásobným vítězem, koněm Tiumenem doběhl až na 16. místě. Po pádu na Taxisu zahynula klisna Zulejka. Její žokej Josef Bartoš utrpěl těžký otřes mozku a zlomeniny nosních kůstek.

## Výsledky
Na start se postavilo 22, do cíle doběhlo 17 koní:
1. Orphee des Blins (ž. Faltejsek, tr. Wroblewski, stáj DS Pegas) - čas 9:08,25
2. Al Jaz (ž. Sovka),
3. Klaus (ž. Myška)
4. Universe of Gracie (ž. Kousek)
5. Kasim (ž. Novák)
6. Zarif (ž. Stromský)[1]